# Бешети
Бешети (груз. ბეშეთი) — село в Грузии, на территории Боржомского муниципалитета края (мхаре) Самцхе-Джавахети.

## География
Село находится на юге центральной части Грузии, на правом берегу Куры, на расстоянии 5 километров (по прямой) к северо-востоку от города Боржоми, административного центра муниципалитета.

## Население
По результатам официальной переписи населения 2014 года, в Бешети проживало 93 человека (40 мужчин и 53 женщины). В национальной структуре населения грузины составляли 99 %, армяне — 1 %.
| Год  | Население, человек |
| ---- | ------------------ |
| 2002 | 101                |
| 2014 | ↘ 93               |